# Легенды Кембриджского университета
Легенды Кембриджского университета — пласт городских легенд, свойственных городу Кембридж и Кембриджскому университету, а также основанных на английской мифологии и культуре. На протяжении всей истории существования университета возникали новые мифы и предрассудки, которыми объясняли те или иные вещи. Многие здания инфраструктуры университета периодически становятся объектами розыгрыша.

## Наиболее известные легенды

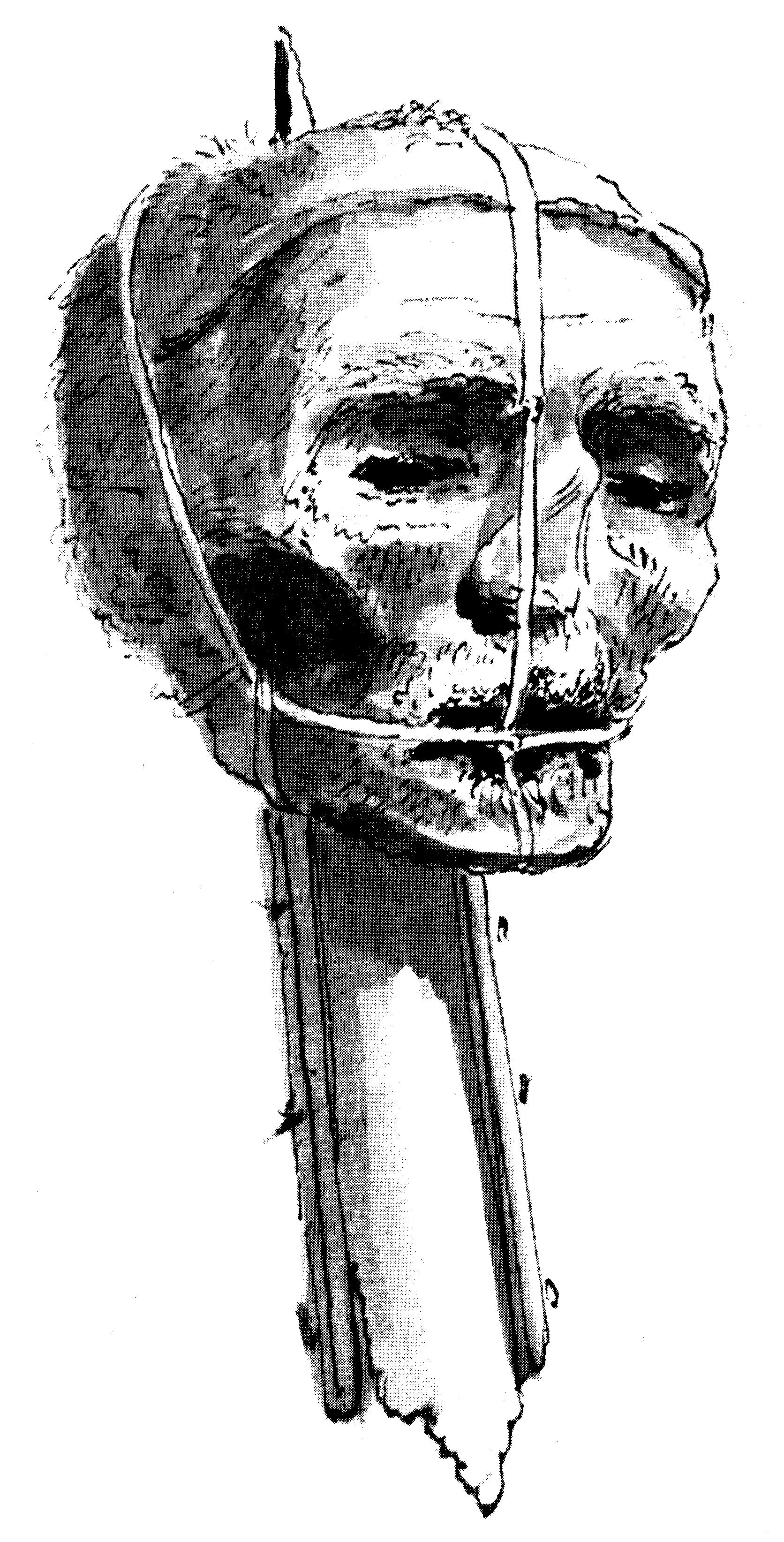
Голова Оливера Кромвеля, зарисовка XVIII века

### Призрачная голова
Студенты Кембриджского университета считают, что на территории их учебного заведения обитают призраки. Бытует мнение, что некоторые из учащихся видели летающую голову и что она принадлежит Оливеру Кромвелю. Пока его тело находится в земле — голова обитает в стенах это учебного заведения. Считается, что голова Кромвеля блуждает по территории Кембриджского университета в поисках своего тела. Кромвель умер в 1658 году, но через два года восстановленная английская монархия эксгумировала его тело и приговорила к казни через повешение и обезглавливание. Долгое время после этого голова находилась на обозрении в зале Вестминстерского дворца в течение двадцати лет. В дальнейшем она была продана Джошуа Генри Вилкенсону (англ. Josiah Henry Wilkinson) в 1814 году. В 1960 году голова была захоронена в часовне Кембриджа, что и послужило основой для легенды. По другой версии эта призрачная голова принадлежит Карлу I, который также был обезглавлен.

### Математический мост
Проект моста был разработан в 1748 году инженером и архитектором Уильямом Этериджом. Его проект был воплощён в жизнь в 1750 году архитектором Джеймсом Эссексом. С момента постройки мост был дважды реконструирован из-за износа — в 1866 и 1905 годах. На протяжении всей истории существования вокруг моста сложилось две легенды. Согласно первой Исаак Ньютон был ответственным архитектором и строителем моста. Однако, ничего общего с правдой эта легенда не имеет, поскольку Ньютон умер в 1727 году, за двадцать один год до момента постройки. Вторая легенда говорит о том, что мост изначально был построен без каких-либо гвоздей или шурупов, и что со временем студенты разобрали его, но обратно собрать так и не смогли. Это утверждение также является ошибочным, поскольку в первоначальной версии конструкции опоры и соединения были скреплены железными штифтами или шурупами, которые не были видны снаружи. После второй реконструкции моста болты и гайки были закреплены таким образом, что все прохожие могут отчётливо их разглядеть.

### Мост вздохов
Оксфордский мост вздохов — популярная туристическая достопримечательность. Своё название получил в честь аналогичного, но не идентичного моста в Венеции, с таким же названием. Этот крытый мост, принадлежащий колледжу Святого Иоанна при Кембриджском университете, был построен в 1831 году и пересекает реку Кам между Третьим судом колледжа и Новым судом. Архитектором выступил Генри Хатчинсон. Согласно легенде студенты, пребывая в нервном напряжении перед экзаменами, постоянно вздыхали и «охали» следуя по мосту из кампуса в учебные классы.

### «Ночные альпинисты» Кембриджа
В 1930-е годы при Кембриджском университете была создана и тайно действовала группа студентов, которая по ночам, в условиях строгой секретности поднимались на крыши и чердаки исторических зданий, тем самым незаконно исследуя свой кампус через крыши и фасады. Они были известны как «Ночные альпинисты Кембриджа». В группе были чётко распределены роли: ответственный за освещение, фотограф, альпинисты и т. д. В 1937 году была тайно издана ограниченным тиражом книга анонимного автора под псевдонимом Whipplesnaith — «The Night Climbers of Cambridge». В ней давались практические советы как исследовать те или иные крыши, указывались опасные места и описывались пути их преодоления. Книга сопровождалась большим количеством фотографий. Поскольку книга была достаточно редкой — это порождало множество домыслов и предрассудков о деятельности самой группы «ночных альпинистов».

### Предметы на часовне Королевского колледжа
Первое упоминания о предметах, которые появились на крыше часовни Королевского колледжа, относятся к 1930 годам и являлись результатом деятельности группы «ночных альпинистов Кембриджа». Согласно истории, которая была описана в книге «The Night Climbers of Cambridge», несколько студентов альпинистов ночью разместили дорожный конус поверх шпиля часовни. На следующий день, когда вскрылся результат их шалости, была вызвана дорожная служба с подходящей лестницей для снятия предмета. Однако, работы не были закончены вовремя и ночью альпинисты переместили колпак на шпиль с противоположной стороны здания. Следующий значимый случай аналогичной шалости произошёл в 2002 году, когда неизвестные альпинисты разместили на одном из шпилей унитаз. В конце ноября 2009 года на каждом из четырёх шпилей часовни Королевского колледжа были размещены шапки Санта-Клауса.